# 梯木属
梯木属（学名：Timonius）是茜草科下的一个属，为乔木或灌木植物。该属共有约30种，分布于印度、马来西亚。